# Utapanja u Nantesu
Utapanja u Nantesu (franc. Noyades de Nantes) je naziv za masovna pogubljenja u gradu Nantesu tijekom Jakobinske diktature (franc.: la Terreur) koja je uslijedila nakon Francuske revolucije. Pogubljenja su bila u velikoj mjeri motivirana mržnjom na katoličku vjeru.
Pogubljenja utapanjem započela su u studenom 1793. i trajala do veljače 1794. godine. Prva je potapanjem u ušću rijeke Loire pogubljena grupa od 90 katoličkih svećenika, na dan 16. studenog 1793.: Francuska revolucija je bila duboko antikatolički motivirana, a u listopadu 1793. godine je u čitavoj Francuskoj bio zabranjen "katolički kult" (kojeg se nastojalo zamijeniti svojevrsnim deističkim državnim kultom, pod nazivom "Kult Razuma i Višnjeg bića", franc. "Culte de la Raison et de l'Être suprême"), te je držanje katoličke mise bilo kažnjivo smrću. 
Ubrzo nakon toga utopljena je druga grupa, u kojoj je bilo daljnjih 58 katoličkih svećenika koji su bili pod stražom dovedeni iz grada Angersa.
Potaknuti "uspjehom" sa svećenicima, lokalne vlasti su sastavile listu od oko 300 osoba koje su smatrane pobornicima katoličanstva i neprijateljima Revolucije. Dana 14. i 15. prosinca 1793. godine uslijedilo je treće utapanje, u kojima je pogubljeno 129 zarobljenika iz zatvora. S obzirom na to da su egzekutori bili vrlo pijani, nisu uzimali žrtve s liste, nego su nasumice odvodili ljude iz zatvorskih ćelija.
Četvrto utapanje 23. prosinca 1793. godine obuhvatilo je oko 800 žrtava svih dobi (čak i djecu), socijalnog statusa i oba spola, koje su revolucionarne vlasti smatrale kontrarevolucionarima. Ubrzo potom je uslijedilo i peto utapanje, 29. prosinca 1793. godine, nakon toga još nekoliko (ukupno 7 do 11). Egekutori su se iživljavali provodeći tzv. "revolucionarna vjenčanja" (još i: "revolucionarna krštenja")  - gdje bi svećenike i časne sestre skinuli do gola i potom ih vezali po dvoje, te ih tako vezane utapali. 
Posljednje utapanje dogodilo se 27. veljače 1794. godine: prema službenom popisu s tog pogubljenja, među 41 pogubljenom osobom bio je 78-godišnji slijepac, 12 žena, 12 djevojaka i petnaestero djece. Od djece, petoro je bilo u uzrastu do pet godina, a preostalih deset imalo je između 6 i 10 godina. 
S obzirom na to da se o većini pogubljenja nije vodila uredna evidencija, povjesničari procjenjuju ukupni broj žrtava utapanja u rasponu od 1.800 do 9.000 ljudi.
U isto vrijeme su revolucionarne vlasti u Nantesu strijeljale 3 do 3 i pol tisuće ljudi (Fusillades de Nantes, u razdoblju od prosinca 1793. do svibnja 1794. godine). Još oko 250 pogubljeno je u isto vrijeme giljotinjiranjem.
Revolucionarne vlasti su terorom u Nantesu nastojale spriječiti širenje Pobune u Vendeji, u kojoj su se pokrajini (koja se prostire u susjedstvu Nantesa) svi društveni slojevi bili zajednički podigli protiv revolucionarnih vlasti, nakon što su ove bile zabranile katoličku vjeru, opljačkale crkve i samostane, te provele masovni i vrlo brutalni progon svećenika i časnih sestara.

## Vanjske poveznice
- The French Revolution on Encyclopedia